# جلان موراي
جلان موراي (بالإنجليزية: Glen Murray)‏ (و. 1972  م) هو لاعب هوكي الجليد، من كندا، ولد في هاليفاكس، مركز لعبه هو جناح ‏.

## روابط خارجية
- جلان موراي على موقع دوري الهوكي الوطني (الإنجليزية)
- جلان موراي على موقع EliteProspects.com (الإنجليزية)
- جلان موراي على موقع HockeyDB.com (الإنجليزية)
- جلان موراي على موقع Hockey-Reference.com (الإنجليزية)